# A Wilhelm Scream
Gli A Wilhelm Scream (abbreviato in AWS, Wilhelm o the Scream), precedentemente conosciuti come Smackin' Isaiah, sono un gruppo melodic hardcore punk di New Bedford (Massachusetts). Il nome è un riferimento all'urlo Wilhelm, un famoso effetto sonoro utilizzato in molti film.

## Formazione

### Formazione attuale
- Nuno Pereira – voce
- Trevor Reilly – chitarra, voce
- Jason Milbank – chitarra
- Brian J. Robinson – basso, voce
- Nicholas Pasquale Angelini – batteria

### Ex componenti
- John Carvalho – chitarra (1996-2003)
- Jonathan Teves – basso (1996-2005); attuale manager
- Curtiss Lopez – basso (2005-2006)
- Mat Demelo – chitarra e tromba (1996-1998)
- Christopher Levesque – chitarra (2001-2007)
- Mike Supina – chitarra (2008-2018)

## Discografia

### Come Koen
- 1996 – The Big Fall...

### Come Smackin' Isaiah
Album in studio
- 1997 – Give Girls More Beer...
- 1998 – Gets Eaten Alive!
- 2000 – 6:6:6 (split con Moronique e Merrick)
- 2001 – The Way to a Girls Heart Is Through Her Boyfriends Stomach
- 2001 – Benefits of Thinking Out Loud
- 2003 – The Way to a Girls Heart Is Through Her Boyfriends Stomach

EP
- 2002 – The Champagne of Bands... We Know Sexy

### Come A Wilhelm Scream
Album in studio
- 2004 – Benefits of Thinking Out Loud
- 2004 – Mute Print
- 2005 – Ruiner
- 2007 – Career Suicide
- 2013 – Partycrasher
- 2022 – Lose Your Delusion

EP
- 2006 – Diver
- 2009 – A Wilhelm Scream

Apparizioni in compilation
- 2007 – Think Punk Vol. 1, con The King is Dead